# Macina (Etòlia)
|  | Per a altres significats, vegeu «Macina». |

Macina o Macínia (grec antic: Μακύνα o Μακυνία, llatí: Macyna o Macynia) era una ciutat d'Etòlia a la costa, al peu del mont Tafiassos.
Segons Estrabó es va construir després del retorn dels heraclides al Peloponnès. El poeta Arquites d'Amfissa diu que era una ciutat dels locris ozolis i la descriu amb un vers hexàmetre que diu: «la preciosa Macina, vestida amb raïms, que respira perfums». També en parla Alceu de Messene en un epigrama, un poeta contemporani de Filip V de Macedònia. Plini el Vell parla d'una muntanya de nom Macínium situada prop de la ciutat, que podria ser un error i volgués parlar de la mateixa Macina.
Segurament encara existia al segle iii aC, però va desaparèixer no gaire més tard, cap al segle ii aC.